# 科爾普河
科爾普河是俄羅斯的河流，位於列寧格勒州和沃洛格達州，屬於伏爾加河支流蘇達河的右支流，河道全長254公里，流域面積3,730平方公里，離河口30公里處平均流量每秒25.2立方米，河畔城鎮有巴巴耶沃。